# Kati Zoób

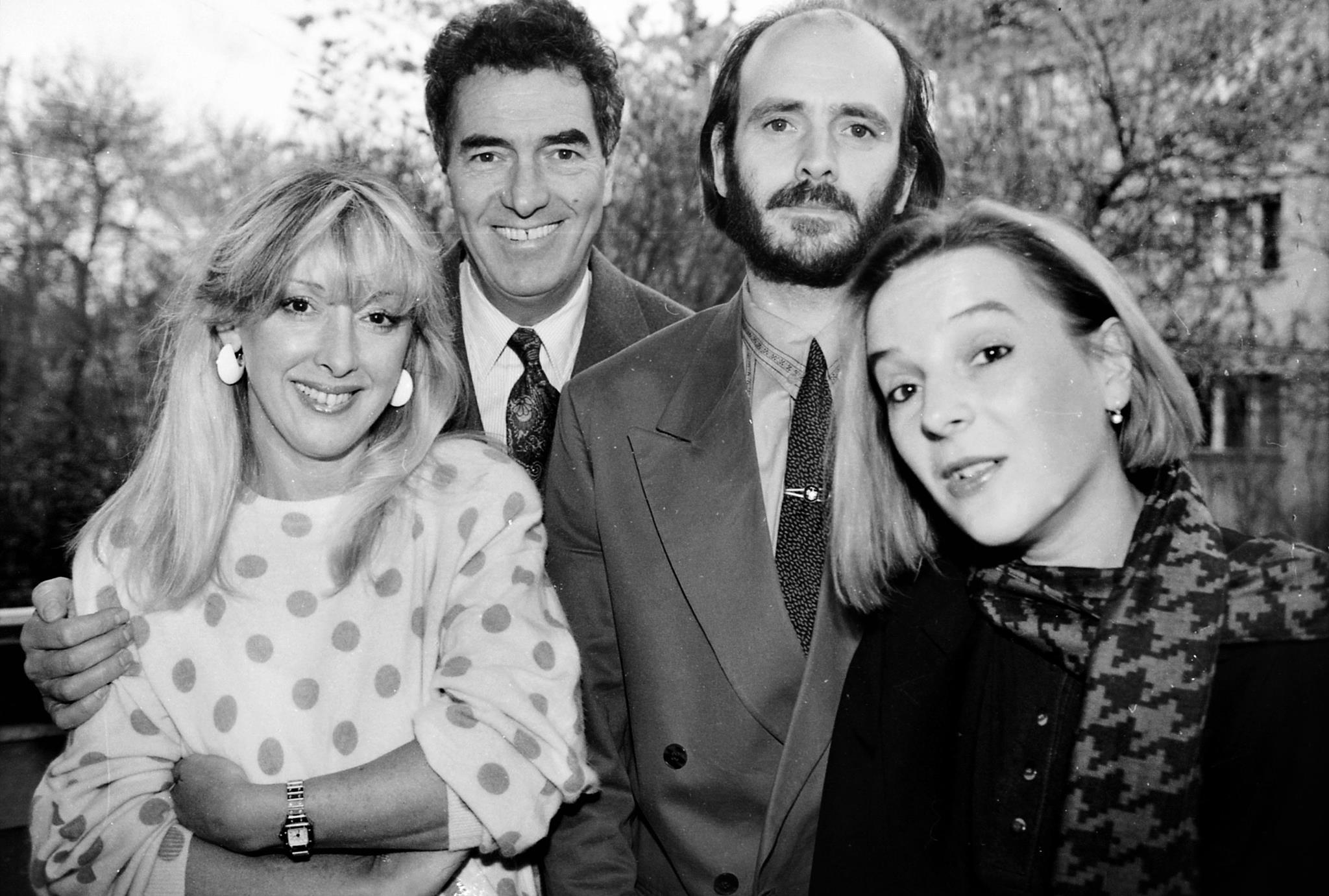
Györgyi Vidák, János Szilágyi, Viktor Valker und Kati Zoób

Kati Zoób (* 10. September 1957 in Schimeck als Katalin Zoób) ist eine ungarische Modedesignerin und die Gründerin des Modehauses Katti Zoób. Ihre Kollektionen wurden in Paris, London, Frankfurt, Dubai und Shanghai vorgestellt. Ihre Werke wurden zahlreich ausgezeichnet.

## Leben und Karriere
Kati Zoób machte ihr Abitur in der Kisfaludy Sándor Gimnázium in Schimeck. Sie studierte Textilspieldesign in der Foltex Háziipari Szövetkezet (deutsch: Foltex Haushandwerksgenossenschaft). Ab 1979 war sie Puppenmacherin beim Ungarischen Fernsehen. 1988 wurde sie Kostümbildnerin bei Taverna Vendéglátó Vállalat (deutsch: Taverna Gastgewerbe-Unternehmen). 1990 wurde sie selbstständige Kunstgewerblerin, und 1998 gründete sie als Kreativdirektorin das Katti Zoób Divatház Rt.

## Privates
Ihr Vater Mihály Zób ist Stahlbetoninstallateur, ihre Mutter Mária Bella ist Administratorin. Ihr erster Mann war der Lehrer György Szemes, von ihm hat sie zwei Töchter. In ihrer zweiten Ehe war sie mit dem Immobilieninvestor Viktor Valker verheiratet.

## Kostümentwürfe
- 2006. Norman Allen: Nizsinszkij utolsó tánca. Spinoza Ház, rendező: Radó Gyula.[1]
- Mátyás, a sosem volt királyfi, tv-film.
- Harold Pinter – Di Travis: Marcel Proust, Az eltűnt idő nyomában. Szigligeti Színház, rendező: Szikora János.[2]
- 2008. Esterházy Péter: Rubens és a nemeuklideszi asszonyok. Szegedi Nemzeti Színház, rendező: Szikora János.[3]
- 2015. Richard Strauss: Az árnyék nélküli asszony. Magyar Állami Operaház, rendező: Szikora János.[4]

## Auszeichnungen
- 2005:  Magyar Termék Nagydíj[5]
- 2007: Magyar Érdemrend lovagkeresztje
- 2009: Magyar Kultúra Követe[6]
- 2009: Best Natural Fashion Awards, Shanghai[7]
- 2010: The Most Modern and Creative Awards, Shanghai
- 2018ː Budapestért díj[8]
- 2021: A Magyar Érdemrend tisztikeresztje